# Pelomyiella maritima
Pelomyiella maritima is een vliegensoort uit de familie van de Canacidae. De wetenschappelijke naam van de soort is voor het eerst geldig gepubliceerd in 1913 door Melander.